# Мёртвый Христос (Мантенья)
«Мёртвый Христос» — одна из самых известных картин итальянского художника эпохи Возрождения падуанской школы живописи Андреа Мантеньи.

## История и описание
Точная дата создания картины неизвестна; предположительные датировки колеблются от 1466 до 1500 года. До смерти автора картина оставалась в его мастерской и была найдена после его смерти. В настоящее время находится в пинакотеке Брера в Милане.
Сюжет картины — «Оплакивание Христа» (итал. Lamentazione) — традиционен для европейской религиозной живописи. Тело Христа покоится на мраморной плите (так называемом Камне помазания); слева изображены профили Богородицы и апостола Иоанна. В верхнем левом углу различим фрагмент ещё одного лица. По всей видимости, это Мария Магдалина, на что указывает также и стоящий в изголовье Христа сосуд с миром .

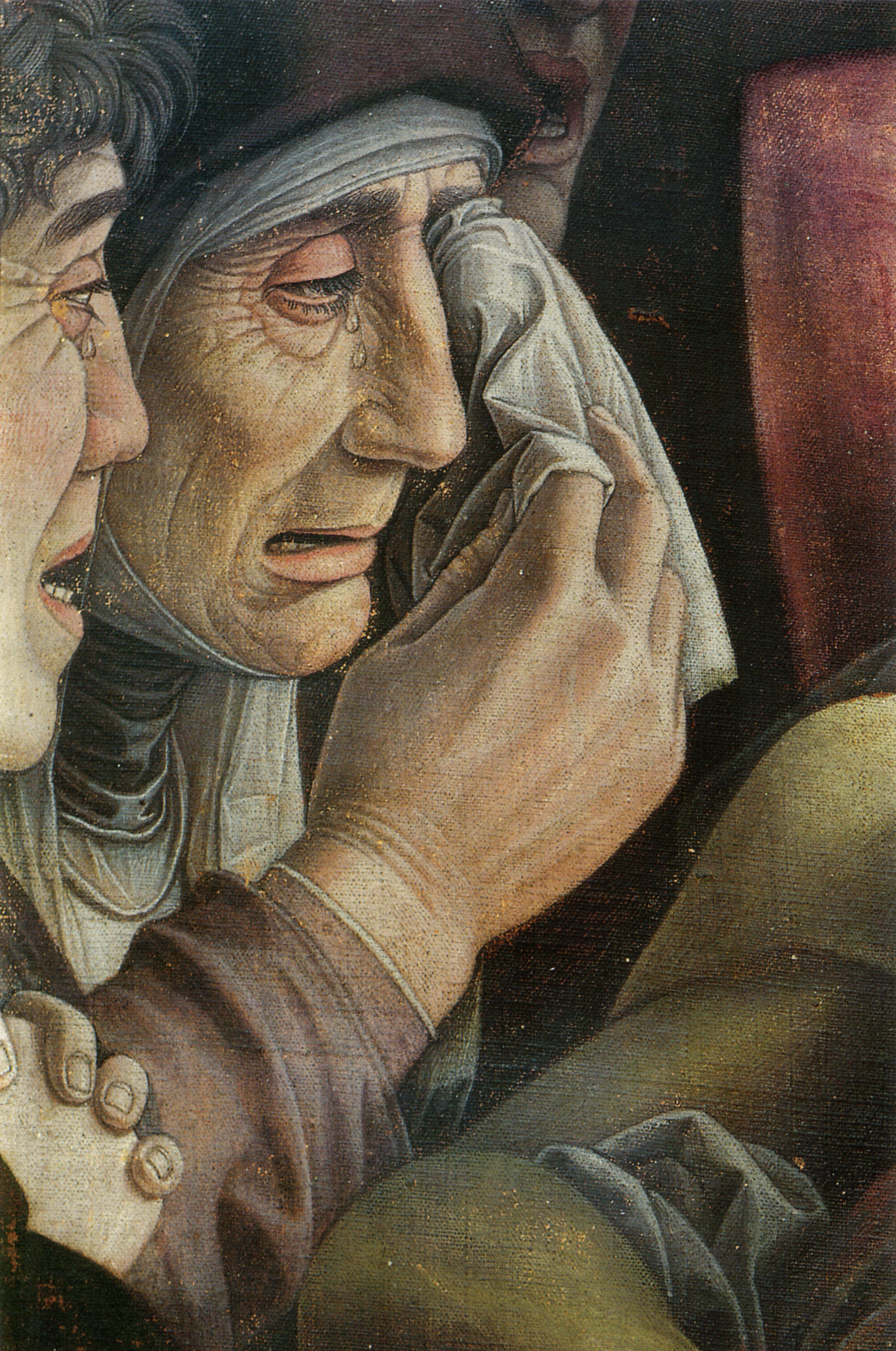
«Мёртвый Христос». Деталь

Известность произведению принесло в первую очередь необычное композиционно-пространственное решение. Тело лежащего на камне Христа изображено в сильном ракурсе: не параллельно, а перпендикулярно картинной плоскости. Смелость и сложность такого решения неожиданны для искусства периода кватроченто (раннего Возрождения). Такое решение позволяет зрителю одновременно видеть и лицо мёртвого Христа, и раны на Его ступнях. При этом исследователи отмечают один нюанс: ракурсные искажения нейтрализованы применением обратной перспективы, размер головы не сокращён относительно стоп ног (стопы Христа намеренно уменьшены, а голова увеличена). Обратная перспектива выбрана художником не случайно: если бы Мантенья передал реальное соотношение между ступнями и головой, основное место на холсте заняли бы ноги, что помешало бы восприятию головы Христа. Это доказывает, что эксперимент с перспективой — не самоцель, а средство решения сложной художественной задачи.
Экспрессивность и напряжённость композиции подчёркивается также и расположением остальных персонажей. Их лица «обрезаны» краем холста: мы видим только стиснутые пальцы и сведённые скорбью рты. Те, кто при жизни были ближе всего Христу, сейчас малы и бессильны перед величием и тайной его смерти.
Мёртвый Христос изображён предельно натуралистично. Тело и зияющие на нём раны кажутся материальными, объёмными, как будто перед нами скульптура, а не холст. Почти монохромный колорит не просто передаёт бледность безжизненного тела, но и словно бы уподобляет его изначально мёртвому камню, на котором оно покоится. В нём нет ничего сверхчеловеческого, трансцендентного; оно предстаёт зрителю «мёртвым куском материи». И только еле заметный нимб говорит о божественной природе Христа и даёт надежду на Воскресение.

## Влияния
Выдающееся произведение Мантеньи оказало влияние на многих художников. Наиболее явно оно прослеживается в картине Аннибале Карраччи «Мёртвый Христос с орудиями страстей». В средневековой Германии такие композиции именовали Grabeschristus — «Христос в гробнице». Существует предположение, что картина Мантеньи связана с традицией эпитафиой. Не случайно она предназначалась самим художником для установки в изголовье собственного надгробия в капелле церкви Сант-Андреа в Мантуе.

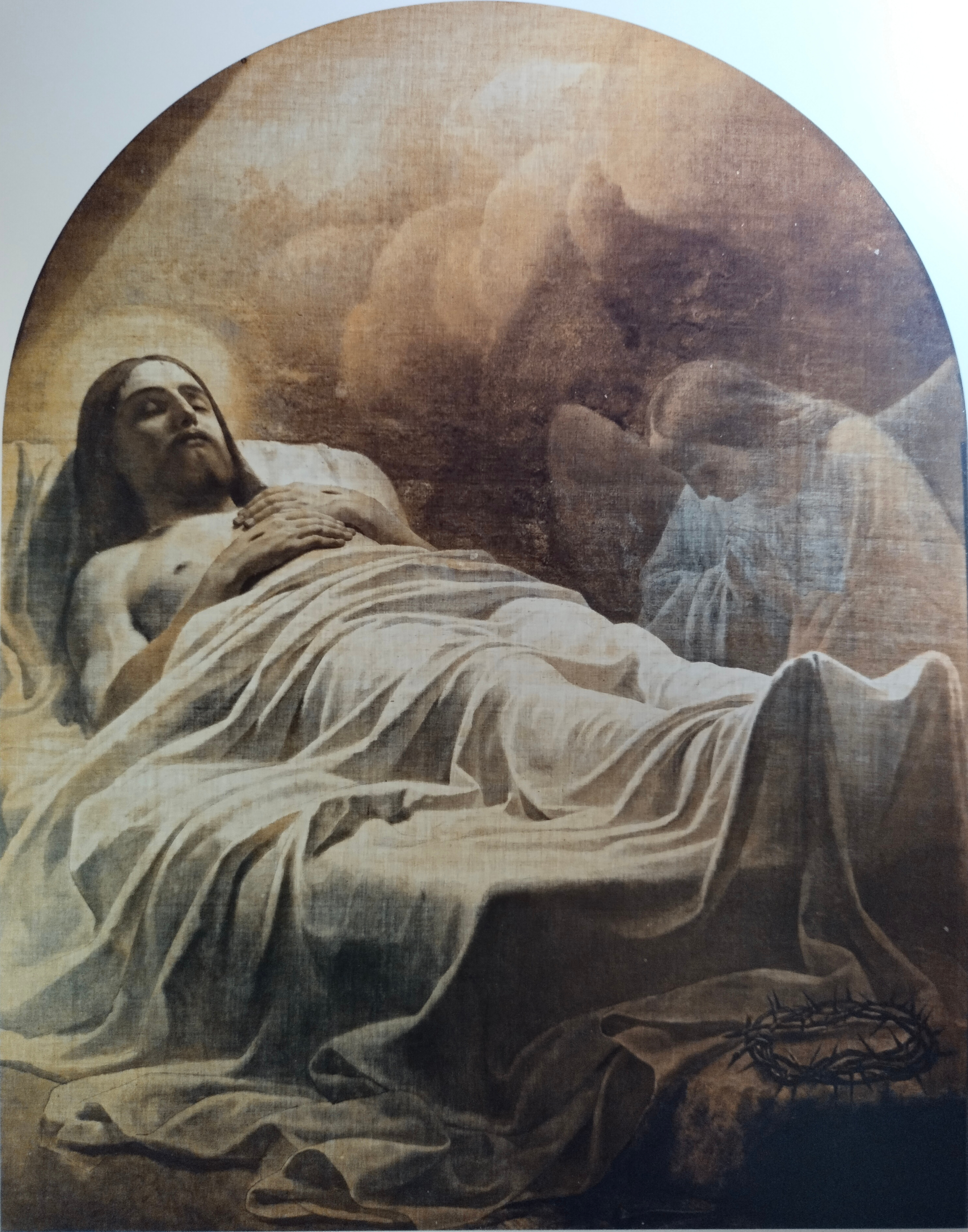
Карл Брюллов. Христос во гробе

В одной из своих статей британский искусствовед Лиза Тикнер провела аналогию между картиной британского художника-постимпрессиониста Уолтера Сикерта «Кемдэн-таунское дело», отражающей убийство, совершённое в Лондоне в 1907 году, и «Мёртвым Христом».
Российский искусствовед Григорий Голдовский указывал на картину «Мёртвый Христос» как на иконографический источник полотна Карла Брюллова «Христос во гробе» (1845—1846). В Милане, где находилась картина Мантеньи, Брюллов жил долго, в этом городе он выставлял свои полотна, здесь у художника остались после отъезда из Италии друзья и почитатели его таланта. Голдовский не сомневался, что русский живописец неоднократно видел картину Мантеньи. Голдовский, однако, видел серьёзное различие между полотнами итальянского и русского художника. В картине Мантеньи изображена драма человеческого страдания и смерти, действие её происходит в земном мире. У Брюллова же картина представляет собой «трагизм и пафос посмертного упокоения», изображено «монументальное и возвышенное ангельское поклонение». Подсветка образа с оборота создаёт у зрителя «ощущение мистического пространства, бесплотности, бестелесности».